# New Wave 2012

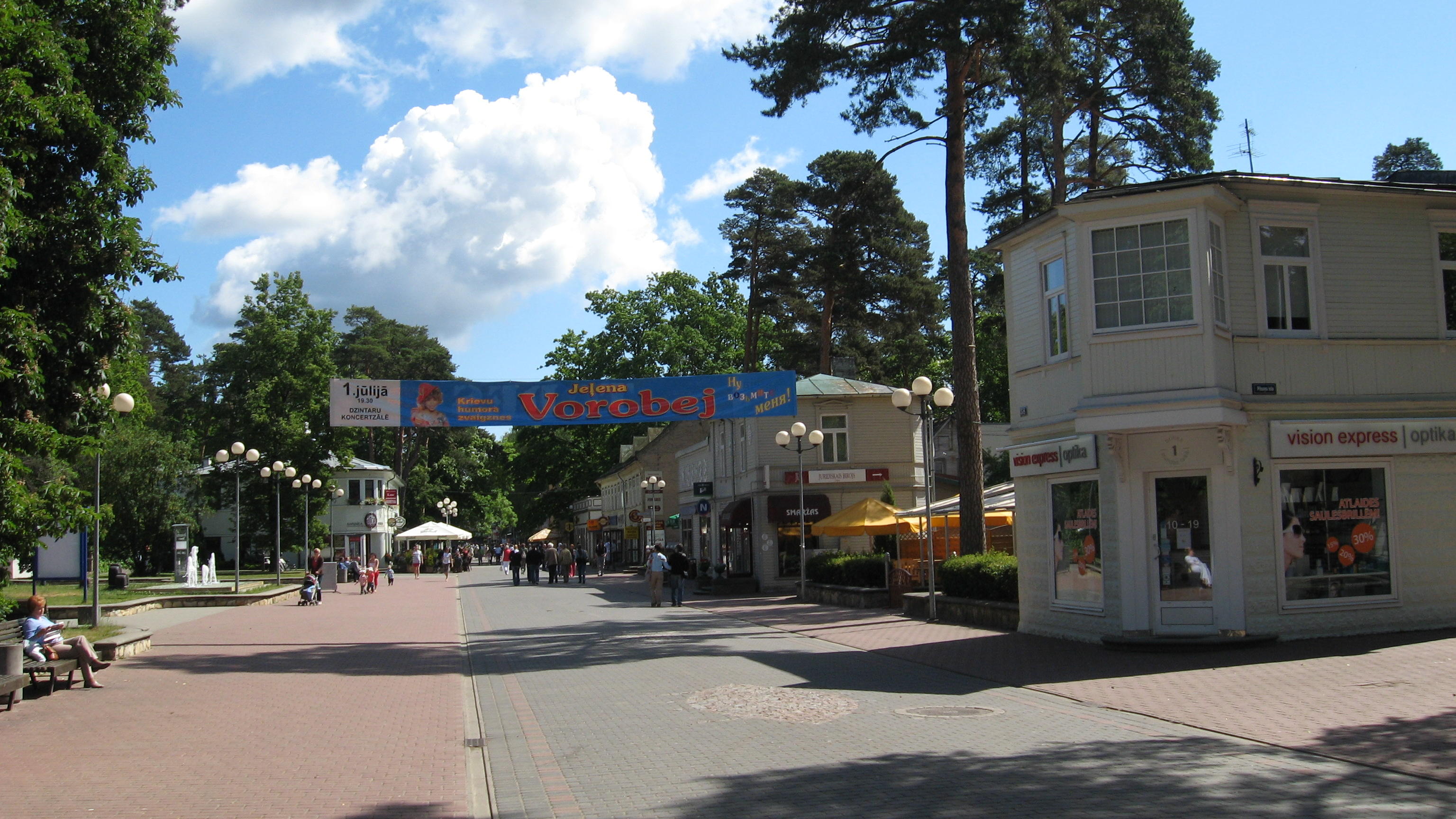
Centrum i värdstaden Jūrmala vid den lettiska Östersjökusten.

New Wave 2012 (lettiska: 2012. gada Jaunais Vilnis) var den 11:e upplagan av musiktävlingen New Wave. Tävlingen hölls i Dzintari i den lettiska kuststaden Jūrmala. New Wave inleddes den 24 juli 2012 och finaldagen ägde rum den 29 juli.
År 2012 debuterade två länder i tävlingen, Nigeria och Mexiko.

## Deltagare
| Artist                    | Land        |
| ------------------------- | ----------- |
| Suren Arustamjan          | Armenien    |
| Cristal                   | Finland     |
| Costanzo Del Pinto        | Italien     |
| Ayala Eligoola            | Israel      |
| Trio "Be-Do-In"           | Kazakstan   |
| Bek Israjlov              | Kirgizistan |
| Huaņ Hua                  | Kina        |
| "Framest"                 | Lettland    |
| Diāna Jasilionite         | Litauen     |
| Grupp "Los Rumberos"      | Mexiko      |
| Michael Blayze            | Nigeria     |
| Grupp "W"                 | Ryssland    |
| Grupp "IOWA"              | Ryssland    |
| Niloo                     | Ryssland    |
| Marija Jaremtjuka         | Ukraina     |
| Aljaksandra Bartasjevitja | Belarus     |

## Dag 1
| Nr | Land        | Artist                   | Låt                                    | Poäng |
| -- | ----------- | ------------------------ | -------------------------------------- | ----- |
| 1  | Mexiko      | Grupp "Los Rumberos"     | I Like It (Enrique Iglesias)           | 83    |
| 2  | Kirgizistan | Bek Israjlov             | Honesty (Billy Joel)                   | 85    |
| 3  | Finland     | Cristal                  | If I Ain't Got You (Alicia Keys)       | 80    |
| 4  | Ryssland    | Niloo                    | Unfaithful (Rihanna)                   | 93    |
| 5  | Armenien    | Suren Arustamjan         | Change The World (Eric Clapton)        | 92    |
| 6  | Kazakstan   | Trio "Be-Do-In"          | September (Earth, Wind & Fire)         | 94    |
| 7  | Ukraina     | Marija Zjaremtjuk        | Homeless (Leona Lewis)                 | 97    |
| 8  | Litauen     | Diāna Jasilionite        | Killing Me Softly (The Fugees)         | 87    |
| 9  | Lettland    | Grupp "Framest"          | Moanin' (Art Blakey och Jon Hendricks) | 96    |
| 10 | Kina        | Huaņ Hua                 | A New Day Has Come (Celine Dion)       | 81    |
| 11 | Nigeria     | Michael Blayze           | Don't Worry Be Happy (Bobby McFerrin)  | 81    |
| 12 | Ryssland    | Grupp "IOWA"             | Paparazzi (Lady Gaga)                  | 85    |
| 13 | Israel      | Ayala Eligoola           | Hallelujah (Jeff Buckley)              | 95    |
| 14 | Belarus     | Aljaksandra Bartasjevitj | No Ordinary Love (Sade)                | 94    |
| 15 | Ryssland    | Grupp "W"                | I Want You Back (Michael Jackson)      | 89    |
| 16 | Italien     | Costanzo Del Pinto       | Thank You For Loving Me (Bon Jovi)     | 96    |

## Dag 2
| Nr | Land        | Artist                   | Låt                                     | Poäng |
| -- | ----------- | ------------------------ | --------------------------------------- | ----- |
| 1  | Kina        | Huaņ Hua                 |                                         | 167   |
| 2  | Belarus     | Aljaksandra Bartasjevitj | Ja nje verju glazam (Maksim Fadejev)    | 185   |
| 3  | Ukraina     | Marija Zjaremtjuk        | Tetje voda (Sofija Rotaru)              | 192   |
| 4  | Finland     | Cristal                  | Rolling In The Deep (Adele)             | 163   |
| 5  | Italien     | Costanzo Del Pinto       | L'italiano (Toto Cutugno)               | 193   |
| 6  | Israel      | Ayala Eligoola           | One Night Only                          | 185   |
| 7  | Lettland    | Grupp "Framest"          | Podberu muzyku (Raimonds Pauls)         | 190   |
| 8  | Ryssland    | Grupp "IOWA"             |                                         | 178   |
| 9  | Litauen     | Diāna Jasilionite        | Love Is Blind (Donatas Montvydas)       | 175   |
| 10 | Armenien    | Suren Arustamjan         | Moja ljubov k tjebje                    | 180   |
| 11 | Mexiko      | Grupp "Los Rumberos"     | Bamboleo (Nicolas Reyes)                | 171   |
| 12 | Ryssland    | Niloo                    | Samaja lutjsjaja (Slivki)               | 188   |
| 13 | Kazakstan   | Trio "Be-Do-In"          | Uletajo (A-Studio)                      | 189   |
| 14 | Nigeria     | Michael Blayze           |                                         | 165   |
| 15 | Kirgizistan | Bek Israjlov             | Bozje, kakoj pustjak (Aleksandr Ivanov) | 174   |
| 16 | Ryssland    | Grupp "W"                | Predstav sebje (Aleksandr Abdulov)      | 177   |

## Dag 3
| Nr | Land        | Artist                   | Låt | Poäng |
| -- | ----------- | ------------------------ | --- | ----- |
| 1  | Kirgizistan | Bek Israjlov             |     |       |
| 2  | Nigeria     | Michael Blayze           |     |       |
| 3  | Ukraina     | Marija Zjaremtjuk        |     |       |
| 4  | Ryssland    | Niloo                    |     |       |
| 5  | Finland     | Cristal                  |     |       |
| 6  | Italien     | Costanzo Del Pinto       |     |       |
| 7  | Israel      | Ayala Eligoola           |     |       |
| 8  | Kazakstan   | Trio "Be-Do-In"          |     |       |
| 9  | Mexiko      | Grupp "Los Rumberos"     |     |       |
| 10 | Belarus     | Aljaksandra Bartasjevitj |     |       |
| 11 | Lettland    | Grupp "Framest"          |     |       |
| 12 | Ryssland    | Grupp "IOWA"             |     |       |
| 13 | Ryssland    | Grupp "W"                |     |       |
| 14 | Armenien    | Suren Arustamjan         |     |       |
| 15 | Kina        | Huaņ Hua                 |     |       |
| 16 | Litauen     | Diāna Jasilionite        |     |       |